# Antonio Vidal
Pour l’article ayant un titre homophone, voir Vidal.
Antonio Vidal, de son nom complet Antonio Vidal Fernández, né le 28 février 1928 à La Havane et mort le 30 juillet 2013 dans la même ville, est un artiste cubain, membre fondateur du groupe d'artistes cubains d'avant-garde Los Once et considéré comme l'un des peintres les plus remarquables de la scène artistique cubaine de la seconde moitié du XXe siècle.
Tout au long de sa carrière artistique, Antonio Vidal a été peintre, graveur, sculpteur, dessinateur et designer.
Il reçoit en 1999 le Prix national des arts plastiques de Cuba (en espagnol : Premio Nacional de Artes Plásticas de Cuba) décerné par le Ministère cubain de la culture. En 2017, son travail est sélectionné pour l'exposition d'art moderne et contemporain Documenta 14.

## Biographie
Antonio Vidal est né le 28 février 1928 à La Havane (Cuba). Fils d'un immigré espagnol, il vécut sa jeunesse dans une famille aux ressources économiques limitées. Il s'intéresse très vite au milieu de l'art et décide de s'essayer à la peinture sous l'impulsion d'amis de La Havane, notamment Fayad Jamis (en) et de figures qui deviendront des personnalités de la peinture cubaine vers le milieu du XXe siècle, telles que Hugo Consuegra (en) et Guido Llinás. Il étudie à l'Académie Villate de La Havane.
Il réalise sa première exposition en 1952 avec d'autres artistes cubains, notamment Guido Llinás et Antonia Eiriz dans les salons de la Centrale des travailleurs de Cuba. Il définit au milieu des années 1950 son style caractéristique, l'abstraction et toutes ses variantes telles que l'expressionnisme abstrait et l'art informel. Il est notamment considéré comme l'introducteur de l'expressionnisme abstrait à Cuba.
En 1952, Antonio Vidal fonde avec Guido Llinás et Fayad Jamis (en) le groupe d'artistes cubains d'avant-garde Los Once.
Dans les années 60, il participe à la fondation du Taller Experimental de Gráfica de La Habana et développe un ensemble considérable d'œuvres dans le cadre de la technique de la lithographie.
Dans les années 70, il débute comme professeur de peinture à l'École nationale supérieure des beaux-arts de Cuba, un travail qu'il mènera pendant deux décennies. Durant cette période, il sera notamment le professeur de Moises Finalé. Dans les années 80, il s'aventure dans la sculpture, technique qu'il considère comme un prolongement de ses papiers ou de ses toiles.
Antonio Vidal reçoit en 1999 le Prix national des arts plastiques de Cuba (en espagnol : Premio Nacional de Artes Plásticas de Cuba) décerné par le Ministère cubain de la culture.
Il décède le 30 juillet 2013 à La Havane, à l'âge de 85 ans. En 2017, son travail est sélectionné pour l'exposition d'art moderne et contemporain Documenta 14.

## Expositions

### Expositions personnelles
- 1967. Antonio Vidal. Encres. Galerie Habana, La Havane (Cuba)[5].
- 1991. Antonio Vidal. Peintures. Galerie Habana, La Havane (Cuba).
- 1993. Antonio Vidal. 40 años en la plástica. Galerie Galiano, La Havane (Cuba).

### Expositions itinérantes
- 1962. Tchécoslovaquie, Roumanie, Hongrie, Pologne, Bulgarie et Union soviétique.
- 1965. Diez pintores cubanos. Autriche, Pologne, Italie, Tchécoslovaquie et Hongrie.

### Expositions collectives
- 1952. Vidal en la Sede de la CTC (avec Guido Llinás, Antonia Eiriz et Manolo). La Havane (Cuba).
- 1953. Quince pintores y escultores jóvenes. Galerie Nuestro Tiempo, La Havane (Cuba).
- 1953. Los Once. Peintures et sculptures. Lycée de La Havane, La Havane (Cuba).
- 1953. Los Once. Cercle des Beaux-arts, La Havane (Cuba).
- 1954. Exposition. Université centrale de Las Villas, Santa Clara (Cuba).
- 1955. Contre-Biennale de La Havane. La Havane (Cuba).
- 1955. Contemporary Cuban Group. Galerie Sudamericana, New York (Etats-Unis).
- 1956. Peintures et sculptures contemporaines. Anti-Salon national, La Havane (Cuba).
- 1957. Peinture abstraite cubaine. Galerie Sardio, Caracas (Venezuela).
- 1959. Salon national. Palais des Beaux-arts, La Havane (Cuba).
- 1960. Pabellón Cuba. Deuxième Biennale de Mexico, Mexico (Mexique).
- 1960. Peinture contemporaine de Cuba. Caracas (Venezuela).
- 1961. Sixième Biennale de Sao Paolo. Sao Paulo (Brésil).
- 1962. Salon national de 1962. La Havane (Cuba).
- 1963. Expresionismo abstracto. Galerie Habana, La Havane (Cuba).
- 1966. Première Biennale internationale de gravure. Cracovie (Pologne).
- 1966. Cinquième Biennale internationale de gravure de Tokyo. Musée national d'Art moderne de Tokyo, Tokyo (Japon).
- 1967. Exhibition of Contemporary Cuban Paintig. Galerie libre, Montréal (Canada).
- 1968. Pintura Cubana Contemporánea. UNAM, Mexico (Mexique).
- 1968. Sixième Biennale internationale de gravure de Tokyo. Tokyo (Japon).
- 1968. Pittura Cubana Oggi. Institut latino-américain de Rome, Rome (Italie).
- 1973. Premier Salon national des professeurs, Musée nationale des Beaux-arts, La Havane (Cuba).
- 1975. Troisième Salon national des professeurs, La Havane (Cuba).
- 1992. Exposition universelle de Seville 1992, Pavillon de Cuba. Séville (Espagne).
- 1992. Foire d’art cubain. Madrid (Espagne).
- 1994. Visión de hoy de la Cultura Cubana. Santiago du Chili (Chili).
- 1997. Guido Llinás and Los Once after Cuba. Miami (Etats-Unis).
- 1998. Cent ans de peinture cubaine 1898-1998. Nice (France).
- 1998. Abstracción viva. Centre Wifredo Lam, La Havane (Cuba).
- 2000. Tono a tono. Exposition d'art abstrait. Salon de la solidarité, La Havane (Cuba).

### Expositions posthumes
- 2017 : Documenta 14, Cassel (Allemagne).

## Principale collection
- Musée national des Beaux-Arts de Cuba, exposant notamment de manière permanente 40 œuvres d'Antonio Vidal (des années 1952 à 1982).